# Talègol cama-roig
El talègol cama-roig (Talegalla jobiensis) és una espècie d'ocell de la família dels megapòdids (Megapodiidae) que viu a la selva del nord de Nova Guinea i a l'illa de Yapen.